# Sandro Gotal
Sandro Gotal (ur. 9 września 1991 w Bregencji) – austriacki piłkarz chorwackiego pochodzenia występujący na pozycji napastnika.
Wychowanek SW Bregenz, w swojej karierze grał także w takich zespołach jak SC Bregenz, First Vienna, Wolfsberger, Austria Klagenfurt, SV Horn, Hajduk Split, FC Sankt Gallen, Yeni Malatyaspor, Piast Gliwice, FC Aszdod, Istra 1961, Dynama Brześć i Sūduva Mariampol.